# Мурав'янка
Мурав'янка (Gymnopithys) — рід горобцеподібних птахів родини сорокушових (Thamnophilidae). Представники цього роду мешкають в Центральній і Південній Америці.

## Види
Виділяють три види:
- Мурав'янка строката (Gymnopithys bicolor)[7][8][9]
- Мурав'янка білощока (Gymnopithys leucaspis)
- Мурав'янка рудогорла (Gymnopithys rufigula)

Сизих і чорнохвостих мурав'янок раніше відносили до роду Gymnopithys, однак за результатами молекулярно-генетичного дослідження їх було переведена до новоствореного роду Oneillornis.

## Етимологія
Наукова назва роду Gymnopithys походить від сполучення слова дав.-гр. γυμνος — голий і наукової назви роду Аракура (Pithys, Vieillot, 1818).